# Apatani

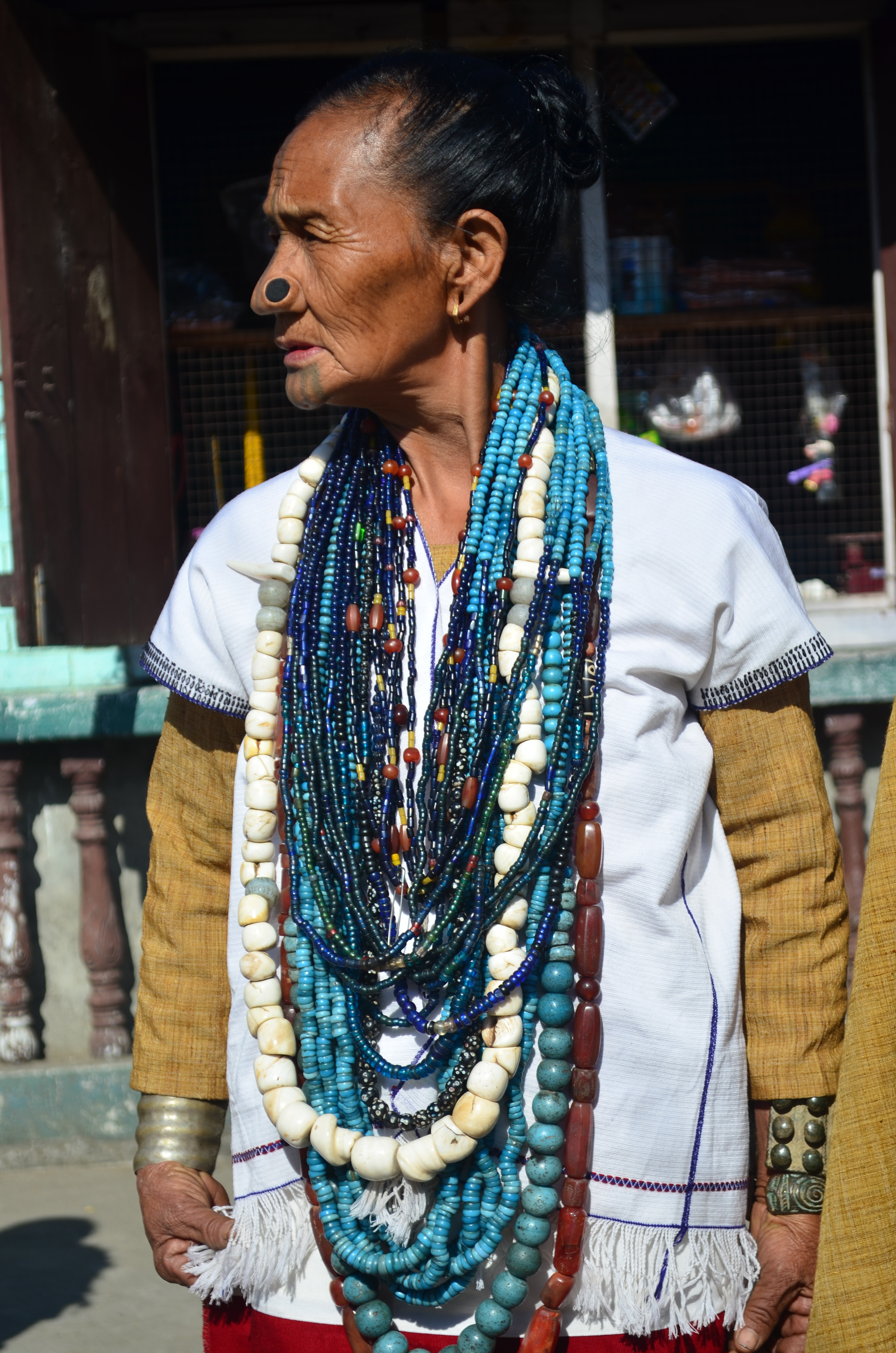
Una donna Apatani in abiti tradizionali durante il Festival del Muting.

Gli Apatani, o semplicemente Tanii, sono un gruppo tribale di circa 60.000 persone nel distretto Lower Subansiri di Arunachal Pradesh in India.
La loro lingua appartiene alle lingue tani della famiglia sino-tibetabana.

## Storia
Non c'è nessuna testimonianza scritta della storia della tribù degli Apatani, comunque, attraverso la loro storia, gli Apatani ebbero un sistema democratico di gestione della società. Il consiglio del villaggio è conosciuto come il Bulyang.